# 二乙二醇二缩水甘油醚
二乙二醇二缩水甘油醚（缩写DEGDGE）是一种有机化合物，化学式C10H18O5.，属于一种缩水甘油醚，带有环氧乙烷官能团。